# 1646 Rosseland
1646 Rosseland este un asteroid din centura principală, descoperit pe 19 ianuarie 1939, de Yrjö Väisälä.